# FAD-zavisna urat hidroksilaza
FAD-zavisna urat hidroksilaza (EC 1.14.13.113, HpxO enzim, FAD-zavisna uratna oksidaza, uratna hidroksilaza) je enzim sa sistematskim imenom urat,NADH:kiseonik oksidoreduktaza (formira 5-hidroksiizourat). Ovaj enzim katalizuje sledeću hemijsku reakciju
urat +  + H+ + O2 {\displaystyle \rightleftharpoons } 5-hidroksiisourat + NAD+ +2O
Ovaj enzim je flavoprotein. Ova reakcija je deo purinskog katabolzma kod bakterija Klebsiella pneumoniae.

## Literatura
- Nicholas C. Price; Lewis Stevens (1999). Fundamentals of Enzymology: The Cell and Molecular Biology of Catalytic Proteins (Third изд.). USA: Oxford University Press. ISBN 019850229X.
- Eric J. Toone (2006). Advances in Enzymology and Related Areas of Molecular Biology, Protein Evolution (Volume 75 изд.). Wiley-Interscience. ISBN 0471205036.
- Branden C; Tooze J. Introduction to Protein Structure. New York, NY: Garland Publishing. ISBN 0-8153-2305-0.
- Irwin H. Segel. Enzyme Kinetics: Behavior and Analysis of Rapid Equilibrium and Steady-State Enzyme Systems (Book 44 изд.). Wiley Classics Library. ISBN 0471303097.

## Spoljašnje veze
- FAD-dependent+urate+hydroxylase на 